# Relations entre l'Espagne et la Roumanie
Les relations Roumanie-Espagne sont les relations bilatérales entre la Roumanie et le Royaume d'Espagne. Les deux pays sont membres du Conseil de l'Europe, de l'Union européenne, de l'OTAN et des Nations unies.

## Histoire

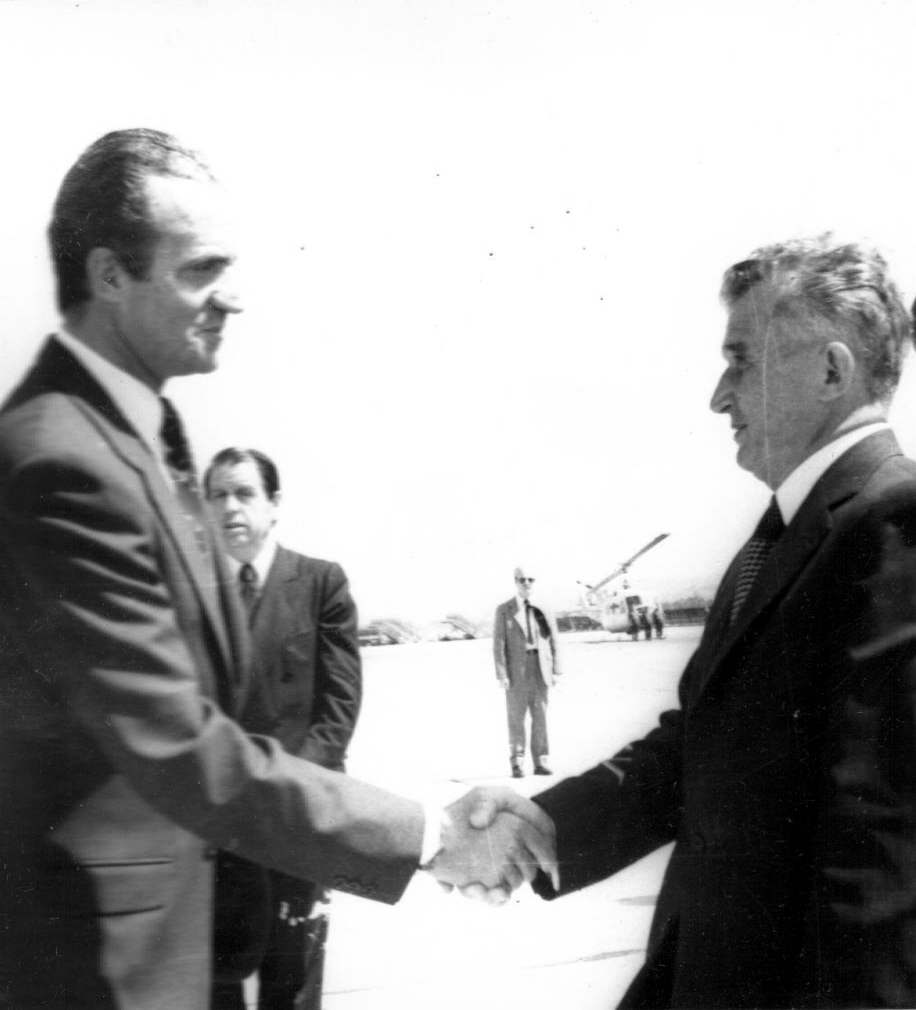
Nicolae Ceaușescu est accueilli par le roi Juan Carlos Ier d'Espagne à Madrid ; 1979.

La Roumanie et l'Espagne, bien que des pays situés aux deux extrêmes de l'Europe, avaient à un moment donné fait partie de l'Empire romain et ont eu de nombreuses approches et connexions à travers l'histoire. Les premières relations politiques directes hispano-roumaines remontent au XVe siècle, lorsque le voïvode de Transylvanie, Jean Hunyadi et le roi Alphonse V d'Aragon signèrent un traité de coopération.
Le 12 avril 1880, l'Espagne a reconnu l'indépendance de la Roumanie après la guerre d'indépendance de la Roumanie vis-à-vis de l'Empire ottoman. En juin 1881, une légation diplomatique d'Espagne arrive à Bucarest. Au cours de la visite, plusieurs accords commerciaux entre les deux pays avaient été signés. En juin 1913, la légation roumaine à Madrid est ouverte.
Le 4 avril 1946, le gouvernement roumain rompt les relations diplomatiques avec le gouvernement du général Francisco Franco et reconnaît le gouvernement républicain espagnol en exil. Le 5 janvier 1967, la Roumanie et l'Espagne ont signé un accord consulaire et commercial et en février 1977, les deux nations ont ouvert des ambassades résidentes dans les capitales de l'autre, respectivement.
Depuis la fin de la révolution roumaine en 1989, les relations bilatérales entre les deux nations se sont intensifiées. L'Espagne a soutenu l'entrée de la Roumanie dans l'Union européenne, pour laquelle la Roumanie a été admise en 2007. En juin 2016, les deux nations ont célébré les 135 ans de l'établissement des relations diplomatiques.

## Accords bilatéraux
Les deux nations ont signé plusieurs accords bilatéraux tels qu'un accord sur la régulation et l'organisation des flux de migration de main-d'œuvre entre les deux nations (2002) ; Accord de coopération dans le domaine de la protection des mineurs roumains non accompagnés en Espagne, de leur rapatriement et de la lutte contre leur exploitation (2006) ; Accord sur la sécurité sociale (2006) ; Accord de Coopération dans la lutte contre la criminalité (2007) ; Accord de sécurité sur la protection réciproque des informations classifiées (2011) ; Accord sur le fonctionnement du Centre espagnol de l'Institut Cervantes à Bucarest et de l'Institut culturel roumain à Madrid (2012) ; Protocole d'accord entre l'Institut national des statistiques roumain et l'Institut national des statistiques espagnol sur la coopération dans le domaine du développement de nouvelles méthodes et instruments pour les statistiques officielles (2019) ; et un protocole d'accord entre la Chambre de commerce et d'industrie roumaine et la Chambre de commerce espagnole (2019).

## Missions diplomatiques résidentes
- La Roumanie a une ambassade à Madrid et des consulats généraux à Barcelone, Bilbao et Séville ; des consulats à Castellón de la Plana, Ciudad Real, Saragosse et un vice-consulat à Almería[3].
- L'Espagne a une ambassade à Bucarest[4].

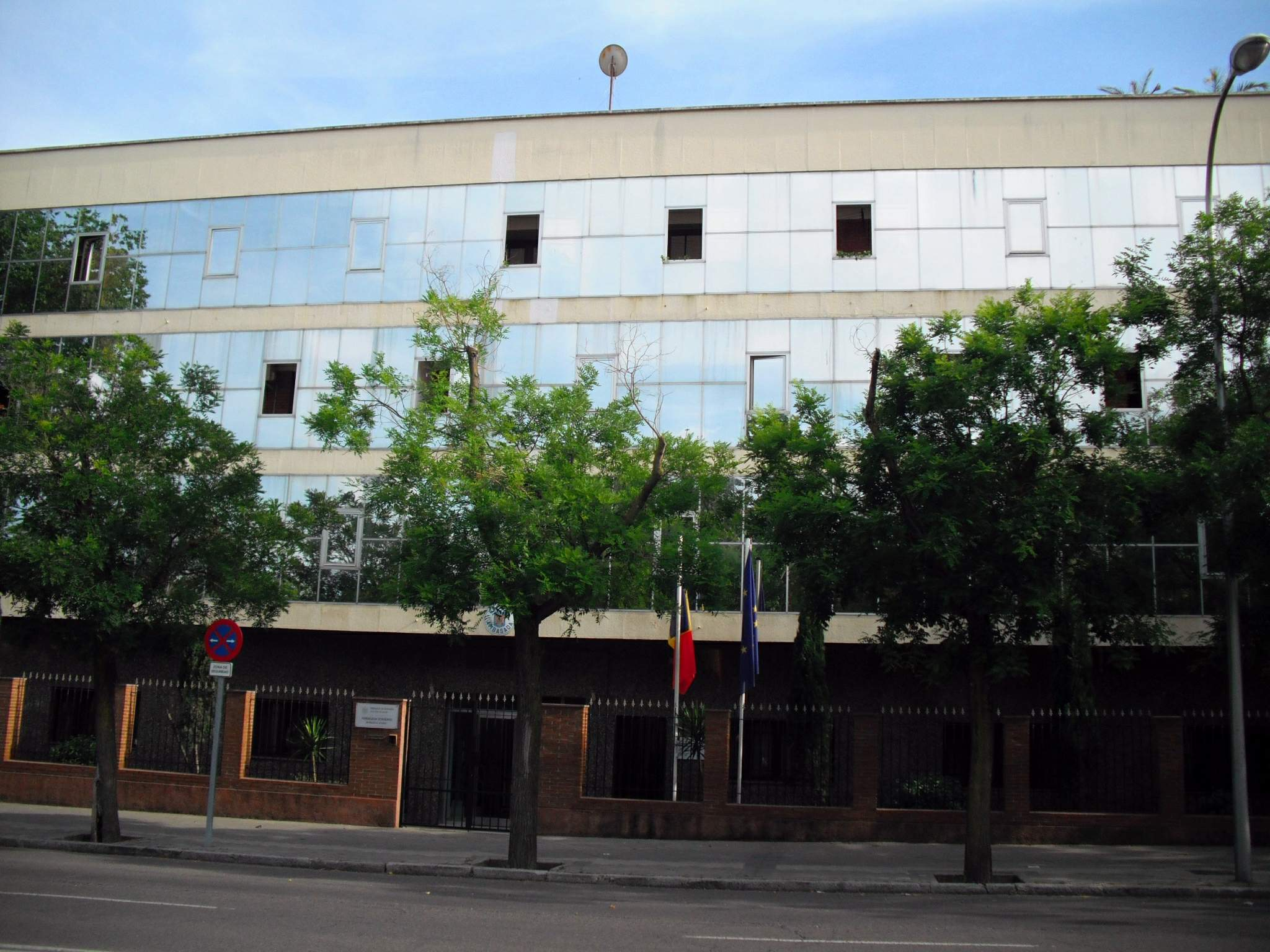
Ambassade de Roumanie à Madrid
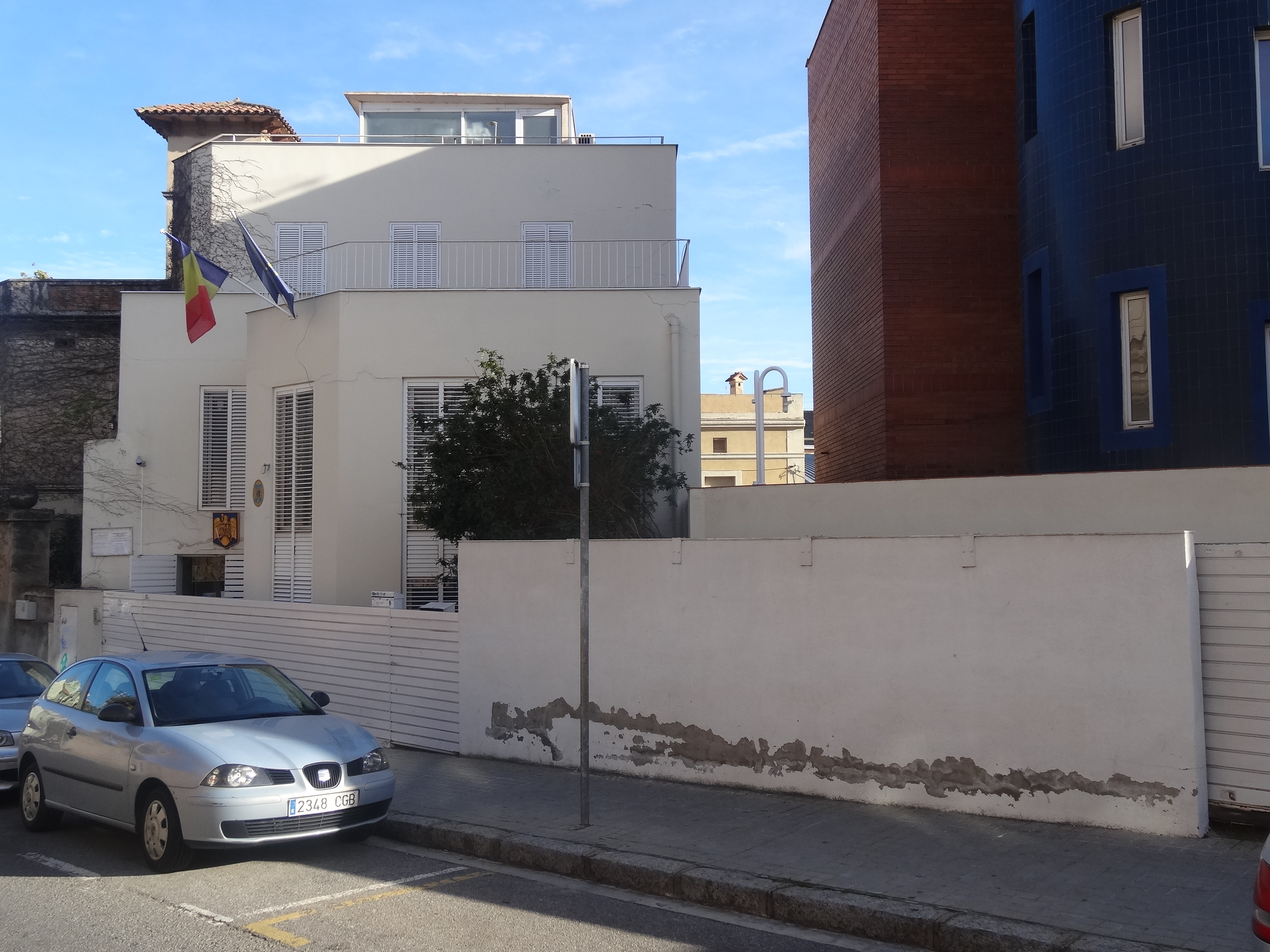
Consulat général de Roumanie à Barcelone
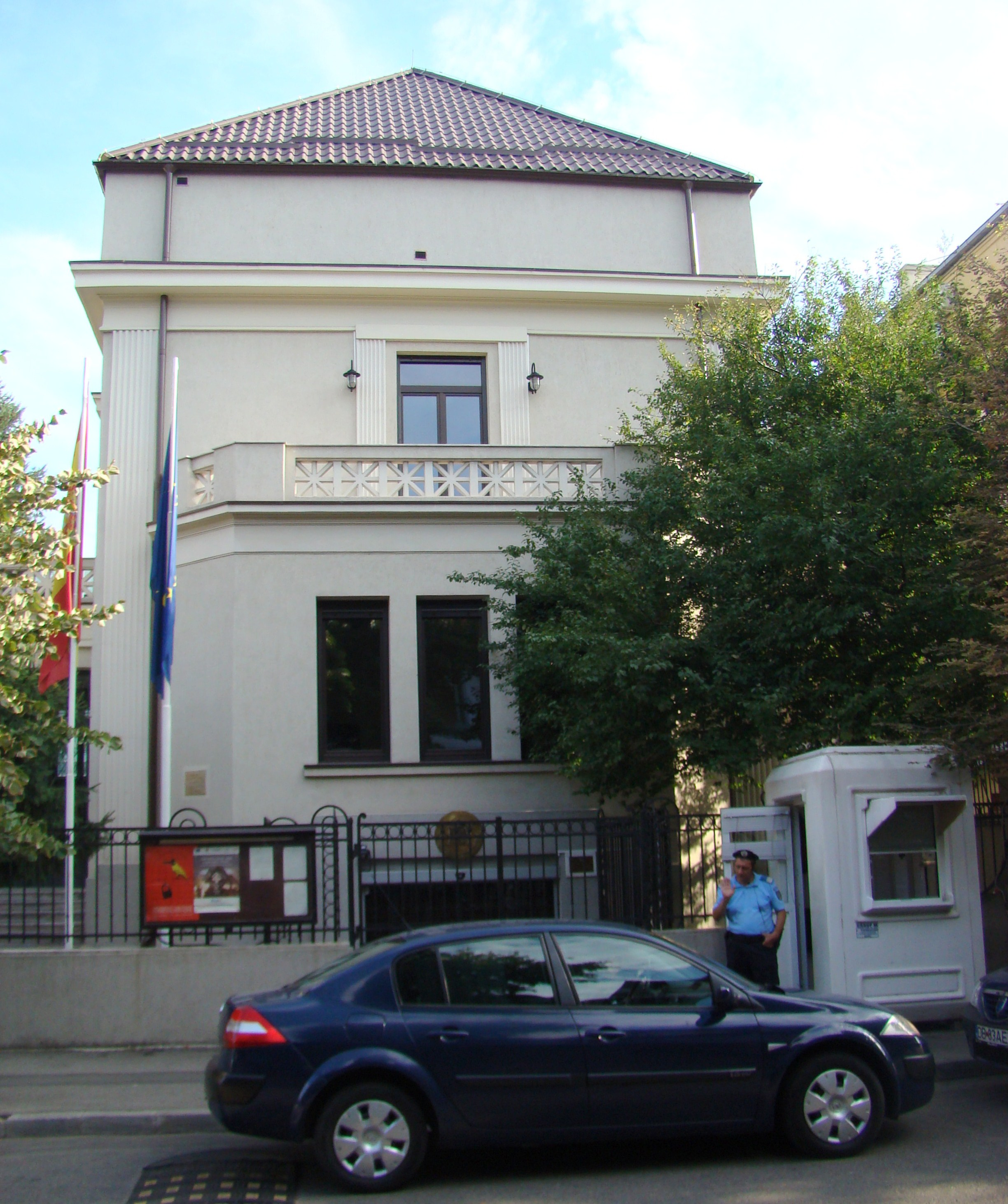
Ancien bâtiment de l'ambassade d'Espagne à Bucarest